# Copa Petrobras Bogotá 2008
Il Copa Petrobras Bogotá 2008 è stato un torneo di tennis facente parte della categoria ATP Challenger Series nell'ambito dell'ATP Challenger Series 2008. Il torneo si è giocato a Bogotà in Colombia dal 22 al 28 settembre 2008 su campi in terra rossa e aveva un montepremi di $75 000+H.

## Vincitori

### Singolare
Marcos Daniel ha battuto in finale  Horacio Zeballos con il punteggio di 6–4, 4–6, 6–4

### Doppio
Juan Sebastián Cabal /  Alejandro Falla hanno battuto in finale  Alejandro Fabbri /  Horacio Zeballos con il punteggio di 3–6, 7–6(7), [10–8]